# シモン・スルガ
シモン・スルガ（Simon Sluga、1993年3月17日 - ）は、クロアチア・リエカ出身のサッカー選手。ブルガリア・ファーストリーグ・PFCルドゴレツ・ラズグラド所属。ポジションはGK。クロアチア代表。

## クラブ経歴
2013年、HNKリエカでプロデビュー。
2015年8月、2015-16シーズンの間、スペツィア・カルチョへレンタル移籍した。
2019年7月19日、ルートン・タウンFCに3年契約で移籍した。8月2日のミドルズブラFCとの試合で移籍後初出場。
2022年1月31日、PFCルドゴレツ・ラズグラドに移籍した。

## 代表経歴
2019年6月11日、チュニジア代表との親善試合でクロアチア代表デビューを果たした。

## タイトル
HNKリエカ
- プルヴァHNL : 1回 (2016-2017)
- フルヴァツキ・ノゴメトニ・クプ : 2回 (2016-17, 2018-19)